# Dachsteinmassief
Het Dachsteinmassief ligt in de Oostenrijkse deelstaat Salzburg, 45 kilometer ten zuidoosten van de gelijknamige hoofdstad daarvan. De top van de Dachstein bevindt zich op 2995 m hoogte. Het is daarmee de hoogste en de meest oostelijke top van de Salzburger Alpen, gevolgd door de Hochkönig (2941 m) en de Watzmann (2713 m), die zich op Duits grondgebied bevindt.
De Dachstein is niet alleen de hoogste top van de Salzburger Alpen, maar tevens die van de streek Salzkammergut, die zich uitstrekt van Bad Ischl tot Ramsau. Hallstatt is de hoofdplaats van Salzkammergut, gelegen aan de Hallstätter See. De zuidelijke oevers van de Hallstätter See liggen direct aan het Dachsteinmassief en het is dan ook niet zo verwonderlijk dat het meer, met de besneeuwde Dachstein op de achtergrond, een toeristisch aantrekkelijk gebied is. 's Zomers is er vooral waterrecreatie op het meer, en 's winters is de berg een geliefd wintersportgebied.
Het landschap van Hallstatt-Dachstein Salzkammergut staat sinds 1997 op de werelderfgoedlijst van UNESCO.

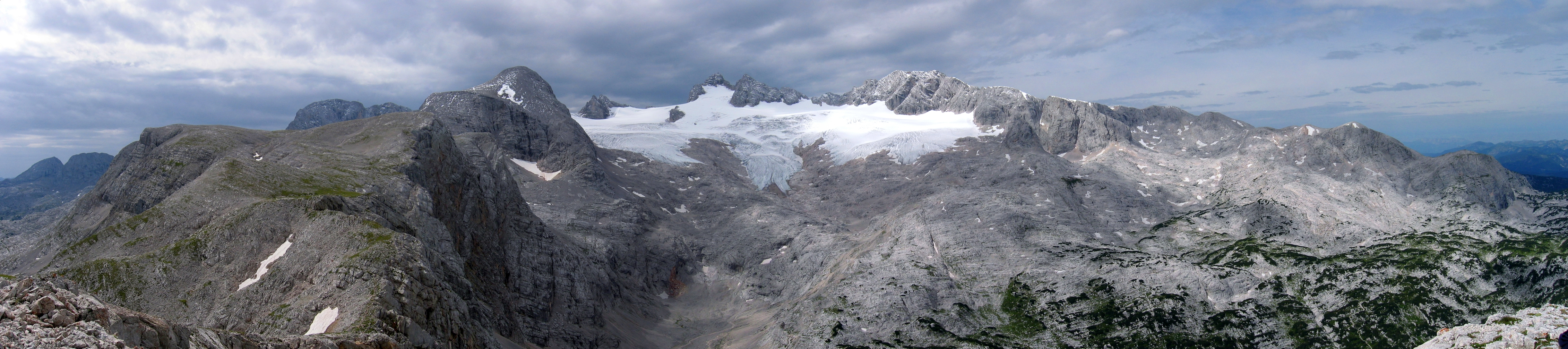
Dachsteinmassief

Historisch centrum van de stad Salzburg ·
Paleis en tuinen van Schönbrunn ·
Semmeringspoorlijn ·
Cultuurlandschap Hallstatt-Dachstein / Salzkammergut ·
Stad Graz - historisch centrum en slot Eggenberg ·
Cultuurlandschap Wachau ·
Historisch centrum van Wenen ·
Cultuurlandschap Fertő/Neusiedlermeer · 
Oude en voorhistorische beukenbossen van de Karpaten en andere regio's van Europa ·
Prehistorische paalwoningen in de Alpen ·
Historische kuuroorden van Europa (Baden bei Wien) ·
Grenzen van het Romeinse Rijk - De Donaulimes (Westelijk gedeelte)